# Keramička vuna
Keramička vuna uz staklenu i kamenu vunu pripada skupini mineralnih vuna. Mineralne vune su vlaknasti materijali koji se dobivaju postupcima vučenja i rotacijskog oblikovanja iz rastaljenih minerala (zgura, keramika). Sve mineralne vune se odlikuju dobrim toplinskim i zvučnim izolacijskim svojstvima, ali za razliku od staklene i kamene vune, keramička vuna se odlikuje odličnom otpornošću prema povišenim temperaturama (višim od 1000 °C). Zbog toga se ona najčešće koristi u postrojenjima i proizvodnim procesima gdje se zahtjeva otpornost prema visokim temperaturama.

## Struktura
Keramičko vlakno umjetno je sintetičko vlakno proizvedeno od filamenta malih dimenzija koji se sastoji od aluminosilikatnih materijala visoke čistoće. Keramička vuna se sastoji od amorfnih vlakana različitih duljina i promjera. Promjer vlakana najčešće iznosi od 0,2 μm do 0,4 μm. Vlakna se proizvode tako da se rastaljeni Al2O3 i SiO2 najčešće miješaju u masenom omjeru 1:1, te se zatim podvrgavaju postupcima puhanja, rotacijskog oblikovanja i vučenja, nakon kojih se postiže konačna amorfna struktura. Također uz Al2O3 i SiO2 keramička vuna može sadržavati manje količine Cr2O3, ZrO2, Fe2O3 i TiO2  čime se može povećati temperatura primjene keramičke vune i do 1600 °C.

## Svojstva
- Otpornost prema povišenim temperaturama - može se primjenjivati čak i do temperature od 1400 °C bez da dođe do promjene strukture
- Dobar toplinski izolator - ovisno o temperaturi na kojoj se primjenjuje vrijednosti koeficijenta toplinske provodnosti se kreću u rasponu od 0,095 do 2,2 W/mK
- Mala gustoća - gustoća keramičke vune se kreće u rasponu od 64 do 160 kg/m3, što je značajno manje nego kod drugih materijala sličnih svojstava
- otpornost na toplinski udar
- otpornost i oporavak od kompresije
- visoka otpornost na koroziju

### Tehnički podaci
| Maseni udio pojedninog spoja            | Deklarirana temperatura (°C) | Maksimalna temperatura kontinuirane upotrebe (°C) | Linerano skupljanje (%) | Udio organskih tvari (%) | Udio vlage (%) | Toplinska provodnost (W/mK) |
| --------------------------------------- | ---------------------------- | ------------------------------------------------- | ----------------------- | ------------------------ | -------------- | --------------------------- |
| Al2O3 + ZrO2, 45 - 48 % SiO2, 51 - 52 % | 1260                         | 1050 - 1150                                       | 3                       | 0,05                     | 0,5            | 0,099 - 0,220               |
| Al2O3 + ZrO2, 52 - 55 % SiO2, 45 - 47 % | 1400                         | 1200 - 1350                                       | 3                       | 0,05                     | 0,5            | 0,095 - 0,210               |

## Primjena
Odlikuje ju lagana primjena budući dolazi u vrećama od po 15 kg, 20 kg ili 25 kg iz kojih se vadi i umeće gdje je potrebno. Zbog iritirajućeg djelovanja za kožu potrebno je pridržavati se propisa o zaštiti na radu. Primjena mineralne vune uključuje toplinsku izolaciju (kao strukturnu izolaciju i izolaciju cijevi), filtraciju, zvučnu izolaciju i hidroponski medij za rast. Ako nema mehaničkog trošenja, keramička vuna se može koristiti kao jedini vatrostalni materijal u doticaju s visokotemperaturnim procesima poput peći za toplinsku obradu metala, stakla i dr. Zbog svoje odlične otpornosti prema povišenim temperaturama keramička vuna se često koristi za oblaganje peći za toplinsku obradu, visokih peći, u rafinerijama sirove nafte, te za izolaciju visokotemperaturnih cjevovoda i turbinskih postrojenja.